# Saprosites papuanus
Saprosites papuanus är en skalbaggsart som beskrevs av Zdzisława Stebnicka 1984. Saprosites papuanus ingår i släktet Saprosites och familjen Aphodiidae. Inga underarter finns listade i Catalogue of Life.